# Le Roste

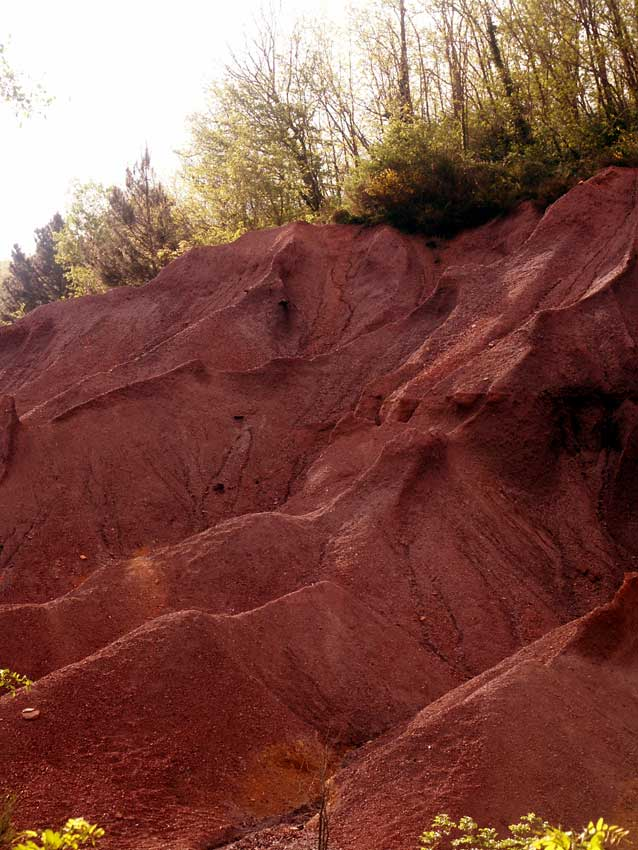
Le Roste

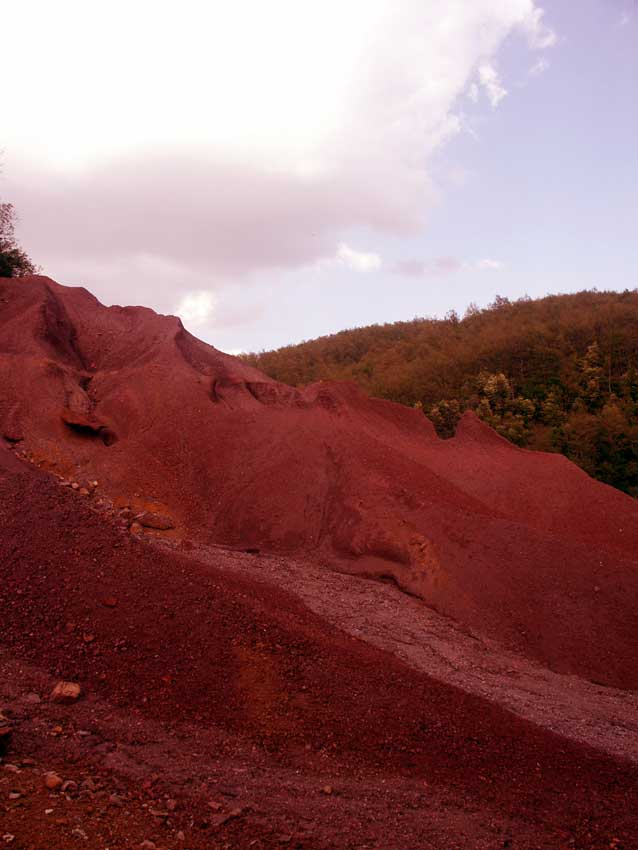
Le Roste

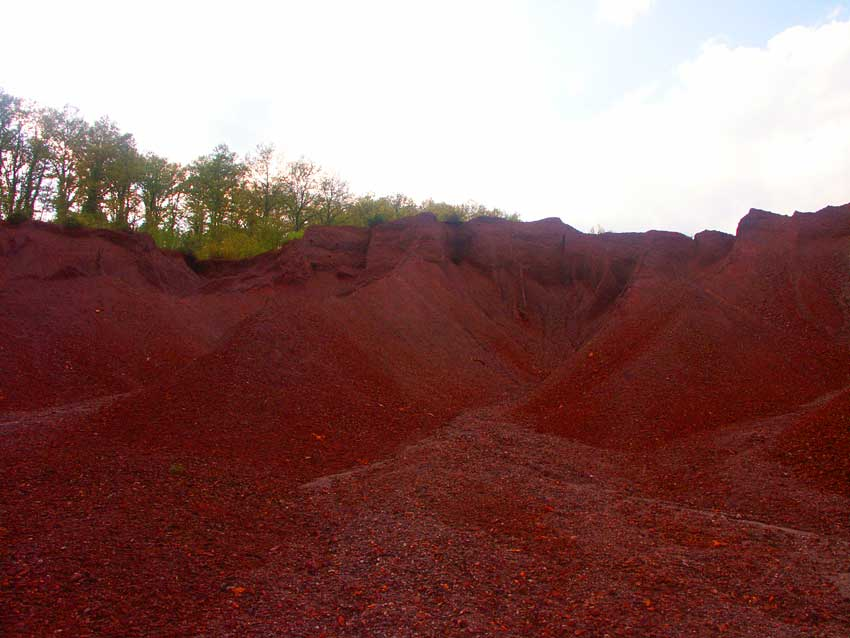
Le Roste

L'area delle Roste, lungo il fiume Merse e visibile dalla strada che collega Massa Marittima con Siena, raccoglie i resti delle lavorazioni del rame a partire dalla fine del XIX, inizi del XX secolo, avvenute con il metodo Conedera. Il minerale di rame, estratto nella vicina Miniera Merse distante circa 2 km e lì lavato e frantumato, veniva trasportato su vagoni mediante una ferrovia decauville. Qui veniva accatastato in cumuli e arrostito all'aperto. L'acqua passata sui cumuli si arricchiva di solfati di rame e ferro (lisciviazione), e successivamente immessa nei forni da cementazione per un processo elettrochimico rilasciava il rame puro.
Nel 1890 la miniera delle Merse entrò nel novero delle miniere più produttive di calcopirite associata in diverse proporzioni alla pirite ed inclusa in una ganga quarzosa. Furono trovate delle ricche zone o colonne di calcopirite principalmente sotto al fiume Merse, da dove veniva estratta una discreta quantità di minerale di rame al 12%. La maggior parte era però minerale con un tenore dal 2% al 6% ed in media con il 3% di rame. 
Per poter sfruttare il minerale a basso tenore di rame fu progettato un nuovo impianto metallurgico dei minerali poveri attraverso un processo brevettato da Raimondo Conedera.

## Metodo Conedera
La calcopirite frantumata viene arrostita in grandi cumuli o cataste all'aria aperta (Roste), quindi lisciviati. dalle acque di lisciviazione si estrae il rame per mezzo del ferro attraverso il metodo di cementazione. I residui della lisciviazione ricchi in calcopirite non arrostita o incompletamente solfatizzata, oppure in solfuro di rame, vengono inviati alla laveria dove si elimina gran parte del quarzo. Il risultato sono granelli ricchi al 13-14% di rame.
La specialità del sistema di cementazione consisteva nell'inserire sulla superficie del bagno, contenente una giusta quantità di ghisa convenientemente disposta, uno strato di sbarre orizzontali sempre in ghisa, in modo tale da formare l'anodo della pila, e da agevolare il passaggio di corrente elettrica attraverso il bagno. Cioè quello che sarebbe precisamente ottenuto per mezzo della grafite resa libera dalla ghisa del suddetto strato superficiale.
Oggi la zona delle Roste è ubicata nel territorio del comune di Montieri (GR) e rappresenta un sito di competenza del Parco Tecnologico Archeologico delle Colline Metallifere Grossetane.